# Islam (politieke partij)
ISLAM is een Belgische politieke partij opgericht in 2012. Deze islamistische partij, die bij de gemeenteraadsverkiezingen in 2012 twee zetels wist te behalen, zegt te streven naar het installeren van een Islamitische staat in België en het invoeren van de sharia en is onder andere voorstander van het herinvoeren van de doodstraf, het strafbaar stellen van abortus en euthanasie.

## Geschiedenis
De stichter van de partij is Redouane Ahrouch, die begin jaren 1990 meewerkte aan de oprichting van een van de eerste sjiitische moskeeën van Brussel. Hij was eerst actief bij de partij Noor, die weinig aanhang verwierf, om daarna zijn politieke werk, met meer succes, voort te zetten onder de nieuwe naam 'Islam'.
De partij werd opgericht met de bedoeling deel te nemen aan de gemeenteraadsverkiezingen van 2012. Er werden lijsten ingediend in Brussel, Anderlecht en Sint-Jans-Molenbeek. In Anderlecht en Molenbeek werd met telkens iets meer dan 4% van de stemmen één zetel gewonnen, te Brussel raakte partijvoorzitter Abdelhay Bakkali Tahiri met 2,9% van de stemmen net niet verkozen. Bij de gemeenteraadsverkiezingen van 2018 ging beide zetels verloren.
In oktober 2013 werd Laurent Louis als partijlid binnengehaald, maar nadat deze zich opwierp als zelfverklaard voorzitter, na enkele weken alweer uit de partij gezet.
Voor de federale en gewestverkiezingen in mei 2014 diende de partij lijsten in voor de kieskringen Brussel en Luik. Bij de verkiezingen voor het Brussels Gewest behaalde de partij 1,70% van de geldig uitgebrachte stemmen, proportioneel genoeg voor een van de 72 zetels bestemd voor de Franstalige partijen, maar zonder resultaat aangezien de kiesdrempel van 5% niet overschreden werd. Ook voor de Kamer haalde de partij in de kieskring Brussel met 1,89% van de stemmen de kiesdrempel niet.
Ahrouch werd in 2019 veroordeeld voor seksisme, nadat hij in het televisieprogramma C'est pas tous les jours dimanche had geweigerd met de journaliste Emmanuelle Praet in dialoog te gaan of haar aan te kijken, omdat zij een vrouw was. Naast een voorwaardelijke celstraf, legde het vonnis een schadevergoeding op ten voordele van het slachtoffer en van het Instituut voor de Gelijkheid van Vrouwen en Mannen. Ook in hoger beroep en in cassatie bleef de veroordeling overeind.

## Personaliteiten
- Redouane Ahrouch, stichter en gemeenteraadslid te Anderlecht, lijsttrekker voor de Kamer in de kieskring Brussel.
- Abdelhay Bakkali Tahiri, voorzitter en lijsttrekker voor het parlement van het Brussels Hoofdstedelijk Gewest
- Ismail Karakis, ondervoorzitter en lijsttrekker in de provincie Luik voor de Kamer.
- Mohamed Said Guermit, woordvoerder en lijsttrekker in de kieskring Luik voor het Waals Gewest.

## Voetnoten
1. ↑  Hof van Cassatie bevestigt voorrang burgerlijk recht op religieuze beginselen, BRUZZ, 13 juni 2022. Gearchiveerd op 13 juni 2022.